# Покосная
Покосная — река на острове Сахалин. Длина реки — 33 км. Площадь водосборного бассейна — 150 км².
Берёт начало между вершинами Котантуру и Урюм в горах Ламанон. Течёт сначала на восток, огибая гору Орлова, затем поворачивает на север, лишь в низовьях отклоняясь к западу. Флора долины представлена берёзово-пихтовым лесом. В устье реки расположен посёлок Поречье. Впадает в Татарский пролив. Ширина реки в низовьях — 10 метров, глубина — 0,7 метра.
Протекает по территории Углегорского муниципального района Сахалинской области.

## Данные водного реестра
По данным государственного водного реестра России относится к Амурскому бассейновому округу.
Код объекта в государственном водном реестре — 20050000212118300007837.